# Soldier's Gun
Soldier's Gun è il primo album in studio degli Stage Dolls, uscito nel 1985 per l'etichetta discografica Polygram Records.

## Tracce
1. Queen of hearts
2. Soldier's gun
3. Ten Tons
4. While the bombs are fallin'
5. Tonight
6. Left foot boogie
7. Way of the world
8. Red Rose
9. Photograph
10. Shout

## Formazione
- Torstein Flakne - voce, chitarra
- Terje Storli - basso
- Erlend Antonsen - batteria

### Altri musicisti
- Gunnar Berg - assolo di chitarra nella traccia 3
- Baard Svendsen - tastiere
- Sidsel Endresen - voce principale nella traccia 9
- John Pål Inderberg - assolo di sassofono nella traccia 9